# رابی ساوج
رابی ساوج (انگلیسی: Robbie Savage؛ زادهٔ ۸ ژانویهٔ ۱۹۶۰) بازیکن فوتبال اهل انگلستان است که در خط میانی بازی می‌کند.
از باشگاه‌هایی که در آن بازی کرده‌است می‌توان به باشگاه فوتبال برادفورد سیتی، باشگاه فوتبال بولتون واندررز، باشگاه فوتبال لیورپول، باشگاه فوتبال ای‌اف‌سی بورنموث، باشگاه فوتبال رکسهام، و باشگاه فوتبال استوک سیتی اشاره کرد.